# Šport v Srbiji
Šport v Srbiji ima pomembno vlogo, država pa ima močno športno zgodovino. Najbolj priljubljeni športi v Srbiji so nogomet, košarka, tenis, odbojka, vaterpolo in rokomet.
Profesionalni šport v Srbiji organizirajo športne zveze in lige (v primeru ekipnih športov). Ena od posebnosti srbskega poklicnega športa je obstoj številnih večšportnih klubov (imenovanih »športna društva«), med katerimi so največji in najuspešnejši Crvena zvezda (trije svetovni naslovi in sedem evropskih v različnih športih), Partizan (štirinajst evropskih naslovov v različnih športih), Radnički (trije evropski naslovi v različnih športih) in Beograd v Beogradu, Vojvodina v Novem Sadu, Radnički v Kragujevcu, Spartak v Subotici.   